# Тростянецьке вчительне Євангеліє
Тростянецьке вчительне Євангеліє — збірка євангельських проповідів, переписаних священником Григорієм Бориславським у 1560-их роках зі зразка, що виник бл. 1560.
З села Тростянця, де воно зберігалося від 1605, Тростянецьке вчительне Євангеліє попало до бібліотеки греко-католицької капітули у Перемишлі; 1929 — 31 його описав і частково видав Ян Янув («Ргасе Fdlologiczne»). Мова Тростянецького вчительного Євангелія близька до народної західногалицької.